# Бомбашки напад на Бостонском маратону 2013.
Бомбашки напад на Бостонски маратон догодио се 15. априла 2013. у близини циља маратона у самом центру Бостона. У размаку од 12 секунди експлодирале су две бомбе које су биле удаљене око 170 метара једна од друге. Од последица експлозије погинуло је троје људи, укључујући осмогодишњег дечака, док је 183 повређено, од чега је најмање 17 било у критичном стању.
Након експлозија пронађена је још најмање једна а по неким изворима и три неексплодиране направе.
Према првим подацима истраге, ради се о бомбама „кућне израде“ које су највероватније активиране мобилним телефоном. Бомбе су експлодирале око 2 сата након што су најбржи такмичари завршили маратон.
Велики број повређених има повреде доњих екстремитета, а извршено је и неколико ампутација.
За напад су осумњичени браћа Џохар и Тамерлан Царнајев, пореклом из Чеченије. Тамерлан Царнајев је убијен у окршају са полицијом 19. априла 2013, док је Џохан Царнајев ухапшен касније истог дана.